# Mount Keen
Mount Keen (gael. Monadh Caoin) – szczyt w paśmie Angus Glens, w Grampianach Wschodnich. Leży w Szkocji, na granicy hrabstw Angus i Aberdeenshire. 